# Bender: Natchalo
Pour plus de détails, voir Fiche technique et Distribution.
Bender: Natchalo (Бендер: Начало) est un film russe réalisé par Igor Zaïtsev, sorti en 2021,,.

## Fiche technique
- Photographie : Sergueï Trofimov
- Musique : Raïan Otter
- Décors : Alexandre Arefiev

## Distribution
Olga Soutoulova